# Pilatus PC-6 Porter

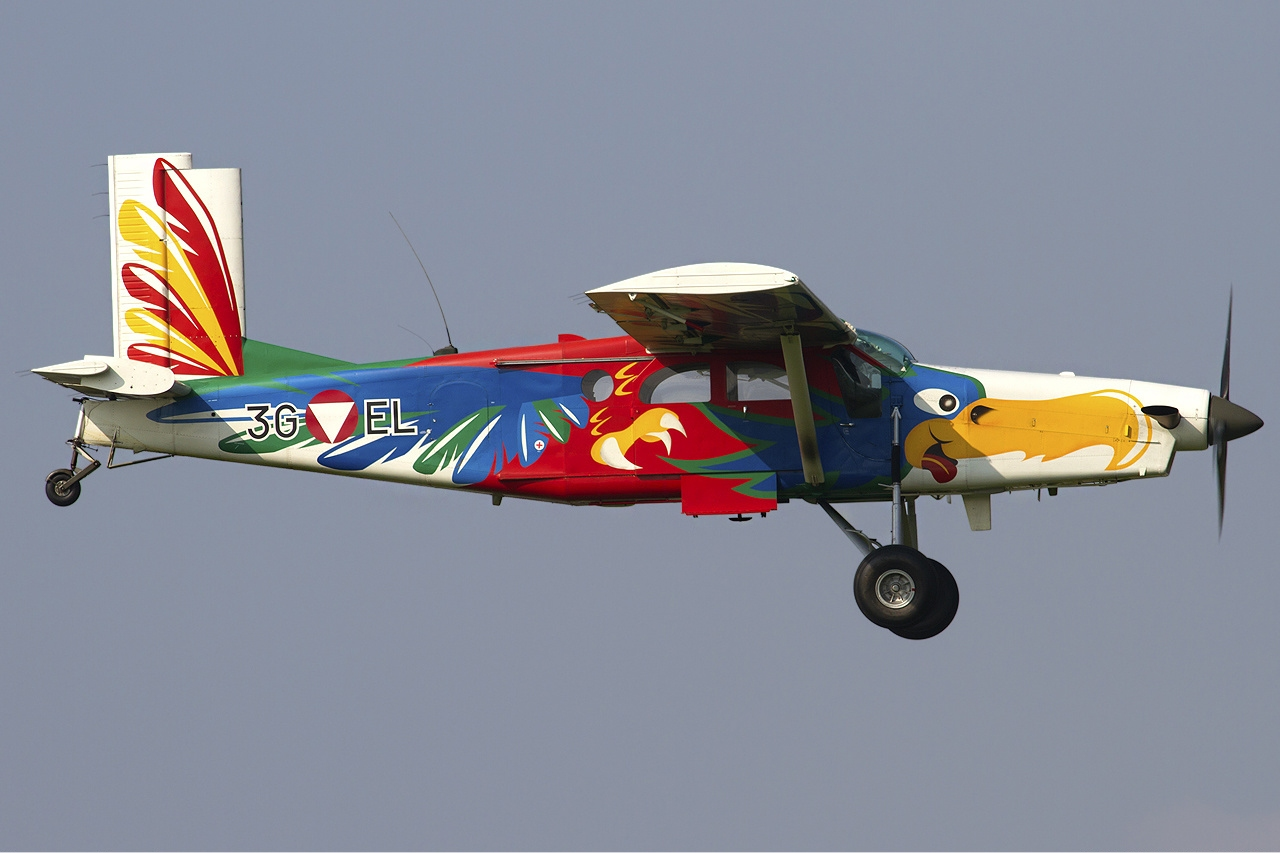
PC-6 tillhörande österrikiska flygvapnet.

Pilatus PC-6 Porter är ett enmotorigt STOL-anpassat transportflygplan som byggdes av Pilatus Flugzeugwerke i Schweiz. Modellen flög första gången år 1959 med kolvmotor och 1961 som turboprop och tillverkades i 595 exemplar tills programmet avslutades av Pilatus år 2019.